# Партений Вардакас
Партений (на гръцки: Παρθένιος, Партениос) е гръцки духовник, последен китроски епископ и пръв митрополит на Китроска и Катеринска епархия от 1924 година.

## Биография
Роден е като Периклис Вардакас (Περικλής Βαρδάκας) в Янина, Епир, тогава в Османската империя в семейството на Константинос Вардакас и Екатерини Димитриу Кирякопулу. Вардакас е влашки род от Мецово. Завършва църковното училище Ризарио в 1895 година, а след това учи две години в Богословския факултет на Атинския университет. На 8 януари 1897 година става дякон при вуйчо си Антим VII Константинополски. На 8 декември 1903 година митрополит Александър Солунски го ръкополога за свещеник и в същия ден е назначен за протосингел на Солунската митрополия.
На 19 февруари 1904 година е избран за китроски епископ от епархийския синод в катедралния храм „Свети Николай Транос“ в Солун и на 22 февруари е ръкоположен от митрополит Александър Солунски в съслужение с епископите Партений Камбанийски, Партений Поленински и Доротей Ардамерски.
Партений развива интелектуална и благотворителна дейност, а след това се включва в Гръцката въоръжена пропаганда в Македония като организира движението в Пиерия, сътрудничейки си с андартския капитан Матапас, изтеглил се в Катеринско, за да се противопоставя на румънската пропаганда в Македония. Партений основава гръцко училище в Катерини.
На 7 октомври 1924 година всички епископии на Солунската митрополия, включително и Китроската, ставата митрополии и с патриаршеския и синодален томос то 8 февруари Партений става пръв митрополит на Китроската и Катеринска епархия.
Митрополит Партений е автор на творби, които служат за извор на историята на Пиерия. Умира на 25 февруари 1933 година вследствие на нарушение на сърдечно-съдовата система. Главната улица на Катерини е кръстена на Партений Вардакас.